# Вандербильт, Глория
Глория Лора Вандербильт (англ. Gloria Laura Vanderbilt; 20 февраля 1924[…], Манхэттен, Нью-Йорк — 17 июня 2019, Манхэттен, Нью-Йорк) — американская актриса, художница, писательница, светская львица и одна из первых дизайнеров синих джинсов. Являлась членом знаменитой семьи Вандербильтов, а также матерью ведущего «CNN» Андерсона Купера.

## Биография
Родилась в Нью-Йорке в 1924 году. Она была единственным ребёнком в семье крупного железнодорожного магната Реджинальда Клейпула Вандербильта (1880—1925) и его второй супруги Глории Морган (1904—1965). После рождения, её, по традиции семьи Вандербильтов, крестили в Епископальной церкви, но спустя год, после смерти отца, её мать, будучи католичкой из Швейцарии, перекрестила дочь в традициях своего рода.
В возрасте одного года Глория Вандербильт стала наследницей половины доли в пятимиллионном целевом фонде её отца, который скончался в 1925 года от цирроза печени. Её мать, будучи в то время распорядительницей состояния дочери, часто возила её с собой в Европу, где они много времени проводили в Париже. Компанию им составляли няня Глории Додо, сыгравшая важную роль в её детстве, и сестра-близнец её матери Телма, встречавшаяся в то время с принцем Уэлльским Эдуардом.

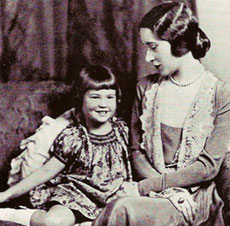
С матерью в 1928 году

Подобные разъезды из США в Париж отрицательно восприняла сестра отца Глории Гертруда Вандербильт Уитни и попыталась получить опеку над своей племянницей. В 1934 году началось громкое судебное заседание, сопровождавшееся множеством скандалов, плачем и воплями со стороны матери Глории, из-за чего судья неоднократно покидал зал суда, не в силах выносить происходившее там. В итоге Глория Морган проиграла дело и опеку над её дочерью получила Гертруда Вандербильт Уитни.
Детство Глории прошло в роскошном доме её тёти Гертруды на Лонг-Айленде в окружении её родственников, живших по соседству. Глории Морган разрешалось навещать дочь, но каждый её визит находился под зорким контролем, во избежание какого-либо её влияния на дочь.
Образование Вандербильт получила на Лонг-Айленде, обучаясь также в частных школах в Коннектикуте и Род-Айленде. Она также посещала семинары лиги студентов-художников Нью-Йорка, благодаря чему привила у себя большую любовь и тягу к искусству. Став совершеннолетней, она взяла под собственный контроль свой целевой капитал, при этом отказав в финансовой помощи своей матери, с которой в последующие годы поддерживала довольно натянутые отношения. Её мать прожила оставшуюся жизнь вместе со своей сестрой в Беверли-Хиллз, где и умерла в 1965 году.
На рубеже 1950-х и 1960-х годов Глория Вандербильт проявила себя в качестве актрисы, снявшись в нескольких телесериалах.
В конце 1960-х годов Вандербильт занялась разработкой собственной линии постельного белья, посуды и столовых приборов. В 1970-х она открыла для себя модельный бизнес, использовав первоначально своё имя в качестве бренда для линии шарфов. В 1976 году по предложению одной из индийских модельных корпораций, Вандербильт запустила собственную линию джинсов, на задних карманах которых был скрипт с её именем и логотипом в виде лебедя. Вскоре бренд «Gloria Vanderbilt» перешёл и на линию блузок, обуви, изделий из кожи, ликёров, парфюмерии и различных аксессуаров. Со временем джинсы Глории Вандербильт, как и джинсы «Calvin Klein» и «Armani», стали классической фирменной маркой, завоевавшей большую популярность по всему миру.
На протяжении всей своей жизни Глория Вандербильт, помимо участия в модельном бизнесе, была весьма именитой персоной, принимая участие во многих общественных мероприятиях.
Впоследствии Глория Вандербильт продала права на все марки с её именем и не участвовала в модельном бизнесе. Парфюмерию «Gloria Vanderbilt» в последние тридцать лет выпускала компания «L’Oréal».
Летом 2009 года в свет вышла её автобиография «Obsession: An Erotic Tale» (рус. Одержимость: Эротические рассказы), получившая пристальное внимание в СМИ из-за откровенного описания её многочисленных любовных романов.

## Личная жизнь

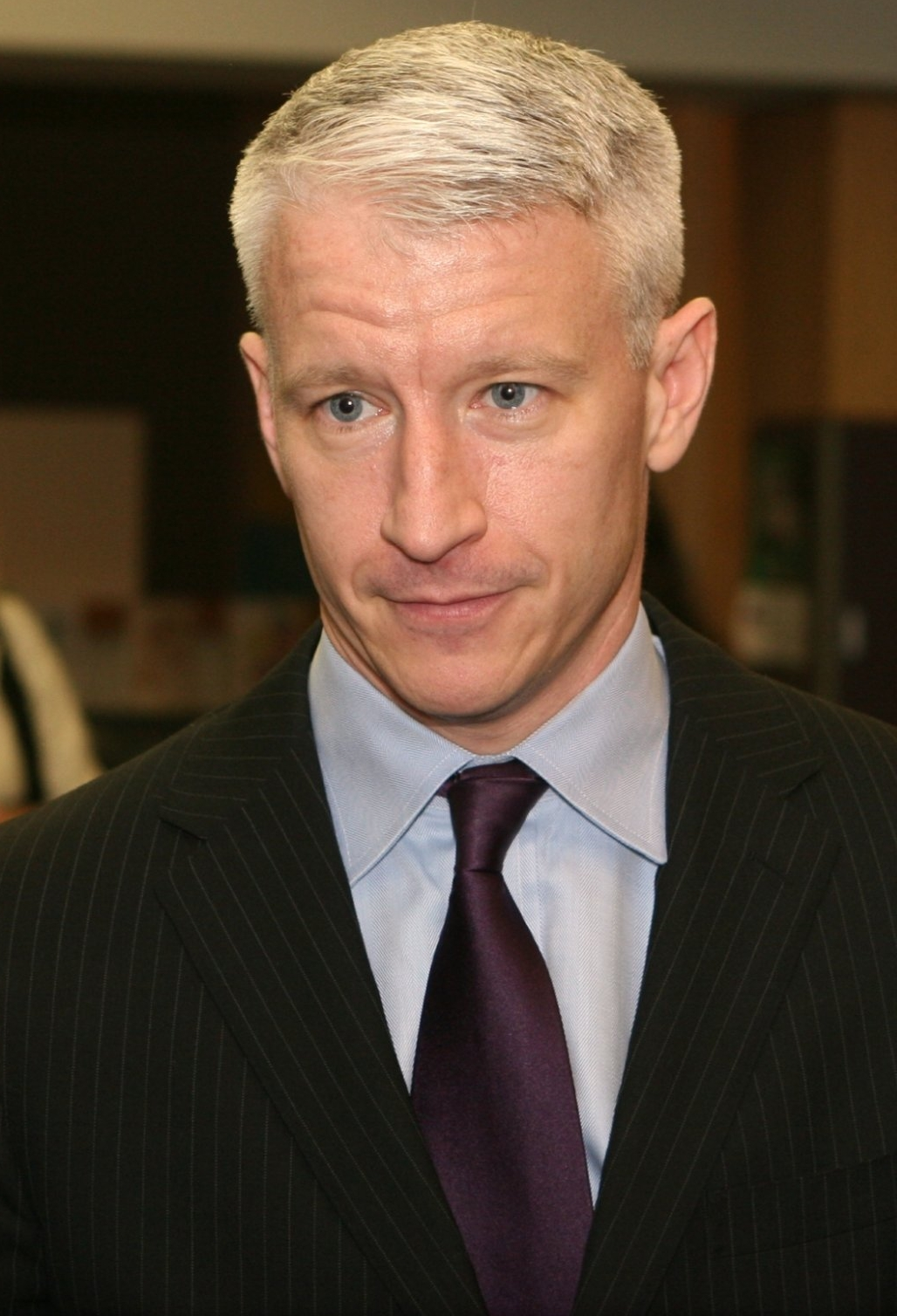
Андерсон Купер, сын Глории Вандербильт

В 1941 году, будучи 17-летней девушкой, Вандербильт перебралась в Голливуд, где в том же году вышла замуж за агента Паскуале (Пэта) ДиЧикко (англ. Pasquale "Pat" DiCicco), которого считали гангстером, работавшим на Лаки Лучано. Первый в её жизни брак оказался недолговечным и завершился разводом в 1945 году.
Сразу же после развода она вышла замуж за дирижёра Леопольда Стоковского. Родив от супруга двух сыновей, Леопольда Станислава в 1950 и Кристофера в 1952 году, Вандербильт развелась 1955 году.
Её третьим супругом был режиссёр Сидни Люмет, свадьба с которым состоялась летом 1956 года. После семи лет брака и неудачной попытки Люмета покончить с собой из-за их разрыва, пара всё же развелась в 1963 году.
Зимой того же года Вандербильт вышла замуж за писателя, сценариста и актёра Уайетта Эмори Купера. Купер умер в 1978 года во время операции на открытом сердце. Её старший сын от этого брака, Картер Вандербильт Купер, в 1988 году в возрасте 23 лет покончил жизнь самоубийством, выпрыгнув на глазах у матери, тщетно пытавшейся его остановить, из окна семейных апартаментов на 14-м этаже. Младший сын, Андерсон Купер, был моделью в детстве, а затем стал журналистом, с 2003 года ведёт собственное новостное шоу на канале CNN.
Многие годы Глория Вандербильт поддерживала отношения с фотографом и музыкантом Гордоном Парксом, которые завершились с его смертью в 2006 году.
Вандербильт была близкой подругой дизайнеры одежды Дайан фон Фюрстенберг. Выступая в качестве гостя на телевизионном ток-шоу своего сына Андерсона Купера 19 сентября 2011 года, Вандербильт назвала актрису Кэти Гриффин своей «воображаемой дочерью».

## Смерть
Вандербильт скончалась 17 июня 2019 года у себя дома на Манхэттене на 96-м году жизни, через 9 дней после того, как ей был поставлен диагноз рак желудка.

## Вандербильт в поп-культуре
История судебных разборок в детстве Глории Вандербильт легла в основу мини-сериала на канале NBC под названием «Маленькая Глория», вышедшего на экраны в 1982 году и получившего шесть номинаций на премию «Эмми», а также на «Золотой глобус».